# 姜炳荣旧宅
姜炳荣旧宅位于中国浙江省江山市廿八都镇姜家下弄1号，是一处江山市文物保护单位。
2000年6月21日，姜炳荣旧宅公布为第四批江山市文物保护单位。